# Phiale pallida
Phiale pallida là một loài nhện trong họ Salticidae.
Loài này thuộc chi Phiale. Phiale pallida được Frederick Octavius Pickard-Cambridge miêu tả năm 1901.